# Mirosław Wyrzykowski
Mirosław Wyrzykowski (ur. 1 kwietnia 1950 w Ciechanowie) – polski prawnik, doktor habilitowany nauk prawnych, sędzia Trybunału Konstytucyjnego w stanie spoczynku, profesor nadzwyczajny Uniwersytetu Warszawskiego, w latach 1999–2001 dziekan Wydziału Prawa i Administracji Uniwersytetu Warszawskiego, w latach 2011–2015 przewodniczący Komitetu Nauk Prawnych PAN.

## Życiorys
Absolwent prawa na Wydziale Prawa i Administracji Uniwersytetu Warszawskiego (1971). W 1975 uzyskał stopień doktora nauk prawnych, w 1986 doktora habilitowanego w tej dziedzinie. Zawodowo związany z UW, doszedł do stanowiska profesora nadzwyczajnego tej uczelni.
W latach 1977–1979 był pracownikiem kontraktowym Wyższej Szkoły Oficerskiej im. Feliksa Dzierżyńskiego w Legionowie. Kierował Zakładem Prawa Porównawczego i Gospodarczego w Instytucie Nauk Prawno-Administracyjnych WPiA UW. Był prodziekanem tego wydziału w latach 1996–1999, następnie do 2001 zajmował stanowisko dziekana. Pełnił też funkcję kierownika Zakładu Praw Człowieka w tej jednostce.
Od 1990 do 1995 pracował jako wykładowca w Szwajcarskim Instytucie Prawa Porównawczego w Lozannie. W 1997 został profesorem na Uniwersytecie Środkowoeuropejskim w Budapeszcie. Wykładał m.in. na uniwersytetach w Paryżu, Bonn, Sydney, Konstancji i Bayreuth.
W latach 1988–1990 pełnił funkcję kierownika Departamentu Konstytucyjnych Wolności i Praw w Biurze Rzecznika Praw Obywatelskich, zasiadał w Radzie Legislacyjnej działającej przy prezesie Rady Ministrów (w latach 1990–1993 i 1996–2001). Od 1996 do 2001 był dyrektorem Centrum Konstytucjonalizmu i Kultury Prawnej Instytutu Spraw Publicznych. Przez dwa lata wchodził w skład Doradczego Komitetu Prawnego przy Ministrze Spraw Zagranicznych. Był członkiem rady nadzorczej spółki z ograniczoną odpowiedzialnością TVN, a w 2005 stał się właścicielem 158 tys. akcji spółki akcyjnej TVN.
2 grudnia 2001 objął stanowisko sędziego Trybunału Konstytucyjnego. Był sędzią sprawozdawcą m.in. w sprawie dotyczącej konstytucyjności europejskiego nakazu aresztowania. W 2010 zakończył dziewięcioletnią kadencję.
Powoływany w skład Komitetu Nauk Prawnych PAN oraz Komitetu Bioetyki PAN. Członek Collegium Invisibile. Przewodniczący Polskiej Sekcji Międzynarodowego Towarzystwa Nauk Prawnych. Członek rad naukowych, m.in. Instytutu Nauk Prawnych PAN, Krajowej Szkoły Administracji Publicznej, Instytutu Nauk o Państwie i Prawie oraz Instytutu Nauk Prawno-Administracyjnych Uniwersytetu Warszawskiego. W 2017 został członkiem rady programowej Archiwum im. Wiktora Osiatyńskiego.
Autor licznych publikacji naukowych, w tym monografii na temat sądownictwa administracyjnego oraz pojęcia interesu publicznego, artykułów i studiów z zakresu prawa administracyjnego, konstytucyjnego i praw człowieka. Pod jego kierunkiem stopień naukowy doktora uzyskali m.in. Adam Bodnar (2006), Adam Szafrański (2007), Krzysztof Śmiszek (2016).

## Odznaczenia
- Krzyż Oficerski Orderu Odrodzenia Polski – 2010[8]
- Krzyż Kawalerski Orderu Odrodzenia Polski – 1997[9]
- Odznaka honorowa „Za Zasługi dla Ochrony Praw Człowieka” – 2020[10]
- Odznaka Honorowa za Naukę i Sztukę II klasy – Austria, 2024[11]

## Wybrane publikacje
- Constitution-making process, Warszawa: Instytut Spraw Publicznych, 1998.
- Constitutional essays, Warszawa: Instytut Spraw Publicznych, 1999.
- Contrôle de l'administration en France et en Pologne. Actes du colloque des 4 et 5 mai 1998 (red. nauk.), Warszawa: Wydawnictwa Uniwersytetu Warszawskiego, 1999.
- Model ustrojowy prokuratury. Dyskusja nad projektem Ministerstwa Sprawiedliwości (red. nauk.), Warszawa: Instytut Spraw Publicznych, 2000.
- Odpowiedzialność władzy publicznej za wyrządzoną szkodę w świetle artykułu 77 ustęp 1 Konstytucji RP, Warszawa: Instytut Spraw Publicznych, 2000.
- Orientacja seksualna i tożsamość płciowa. Aspekty prawne i społeczne (red. nauk.), Warszawa: Instytut Wydawniczy EuroPrawo, 2009.
- Podstawy prawne funkcjonowania organizacji pozarządowych, (red. nauk.) Warszawa: Instytut Spraw Publicznych, 1999.
- Podstawy prawne gospodarki wolnorynkowej. Prawo przedsiębiorstw, prawo pracy, prawo gospodarcze (red. nauk.), Warszawa: C.H. Beck, 1997.
- Pojęcie interesu społecznego w prawie administracyjnym, Warszawa: Wydawnictwa UW, 1986.
- Polish Constitutionalism. A Reader (red. nauk.), Warszawa: Faculty of Law and Administration of the University of Warsaw, 2011.
- Prawa stają się prawem. Status jednostki a tendencje rozwojowe prawa. Konferencja Wydziału Prawa i Administracji UW (red. nauk.), Warszawa: Liber, 2006.
- Prawne granice wolności sumienia i wyznania (red. nauk.), Warszawa: Wolters Kluwer Polska, 2012.
- Prawo gospodarcze. Zagadnienia administracyjnoprawne, Warszawa: Wydawnictwo Prawnicze „LexisNexis”, 2005.
- Precedens w polskim systemie prawa. Materiały z Konferencji Zakładu Praw Człowieka Wydziału Prawa i Administracji Uniwersytetu Warszawskiego (red. nauk.), Warszawa: Zakład Praw Człowieka. Wydział Prawa i Administracji. Uniwersytet Warszawski, 2010.
- Przekonania moralne władzy publicznej a wolność jednostki. Materiały z konferencji (red. nauk.), Warszawa: Zakład Praw Człowieka. Wydział Prawa i Administracji. Uniwersytet Warszawski, 2007.
- Rechtsfragen der Transformation in Polen. Schweizerisch-polnisches Kolloquium (red. nauk.), Kraków: Wydawnictwo Baran i Suszczyński, 1995.
- Sądownictwo administracyjne w Polskiej Rzeczypospolitej Ludowej, Warszawa: Wydawnictwo Prawnicze, 1983.
- Zbiór studiów z zakresu nauk administracyjnych (red. nauk.), Wrocław – Warszawa: Zakład Narodowy im. Ossolińskich, 1978.